# Мергасов, Владимир Вадимович
Влади́мир Вади́мович Мерга́сов (21 августа 1920 года, Астрахань — 14 марта 2002 года, Москва) — Герой Советского Союза (1945), полковник (1960).

## Биография
Родился 21 августа 1920 года в городе Астрахань. В 1935 году окончил 7 классов школы, в 1937 году — Астраханский автодорожный рабфак.
В армии с сентября 1937 года. В 1939 году окончил Московское военно-электротехническое училище. Служил командиром взвода и командиром прожекторной роты в артиллерии (на Дальнем Востоке). В 1943 году окончил курсы усовершенствования командного состава артиллерии (в Москве).
Участник Великой Отечественной войны: в октябре 1943 — июле 1944 — начальник разведки и помощник начальника штаба 589-го лёгкого артиллерийского полка (Северо-Западный и 2-й Прибалтийский фронты). Участвовал в боях на старорусском направлении, Режицко-Двинской и Мадонской операциях. Был трижды легко ранен — 1 января, 5 мая и 17 августа 1944 года. 26 августа 1944 года в четвёртый раз был тяжело ранен и месяц находился на излечении в госпитале в городе Иваново.
В сентябре 1944 — апреле 1945 — начальник разведки 191-й гаубичной артиллерийской бригады, в апреле-мае 1945 — командир дивизиона 1921-го гаубичного артиллерийского полка. Воевал на 1-м Украинском фронте. Участвовал в Сандомирско-Силезской, Верхне-Силезской, Нижне-Силезской, Берлинской и Пражской операциях.
Особо отличился в ходе Берлинской операции. 16 апреля 1945 года с небольшой группой бойцов одним из первых форсировал реку Нейсе и, попав в лесистый район, пробрался в тыл противника. Точно установил цели, мешающие продвижению советской пехоты, которые затем по его указанию были уничтожены артиллерией. Всё это обеспечило успех советских войск в операции. В тот же день с группой бойцов первым ворвался в траншеи противника в бою за деревню Раден (в районе города Форст, Германия). Был ранен, но не покинул поле боя.
За мужество и героизм, проявленные в боях, указом Президиума Верховного Совета СССР от 27 июня 1945 года капитану Мергасову Владимиру Вадимовичу присвоено звание Героя Советского Союза с вручением ордена Ленина и медали «Золотая Звезда».
До 1946 года продолжал командовать дивизионом (в Центральной группе войск, Венгрия). В 1946—1947 — слушатель подготовительного курса Военной артиллерийской академии имени Ф. Э. Дзержинского, в 1947—1948 — преподаватель тактики артиллерии военной кафедры Львовского государственного университета. В 1951 году окончил Военную академию имени М. В. Фрунзе. В 1951—1952 — офицер оперативного управления штаба Одесского военного округа, в 1952—1954 — офицер оперативного управления штаба Центральной группы войск (в Австрии). В 1954—1956 — заместитель командира стрелковых полков (в Центральной группе войск и Северо-Кавказском военном округе).
В 1959 году окончил адъюнктуру при Военной академии имени М. В. Фрунзе. В 1959—1969 — старший научный сотрудник лаборатории ЭВМ Военной академии имени М. В. Фрунзе. С марта 1969 года по февраль 1971 года находился в загранкомандировке на Кубе в качестве специалиста при отделе автоматизации управления войсками Генштаба Вооружённых сил Кубы. В 1971—1973 — преподаватель кафедры общей тактики Военной академии имени М. В. Фрунзе. С сентября 1973 года полковник В. В. Мергасов — в запасе.
В 1973—1977 годах работал старшим консультантом в Генеральной дирекции иностранных выставок в СССР, в 1977—1986 — заместителем начальника отдела и старшим консультантом Всесоюзного объединения «Экспоцентр».
Жил в Москве. Умер 14 марта 2002 года. Похоронен на Троекуровском кладбище в Москве.

## Награды
- Герой Советского Союза (27.06.1945);
- орден Ленина (27.06.1945);
- орден Отечественной войны 1-й степени (11.03.1985);
- орден Отечественной войны 2-й степени (16.04.1945);
- два ордена Красной Звезды (23.03.1944; 20.04.1953);
- медали;
- иностранные награды.